# 국소체
대수적 수론에서 국소체(局所體, 영어: local field)는 위상체의 한 종류다. 대역체의 완비화로 얻어진다.

## 정의
위상체 {\displaystyle K}에 대하여, 다음 세 조건들이 서로 동치이며, 이를 만족시키는 위상체를 국소체라고 한다.
- 이산 공간이 아닌 국소 콤팩트 공간이다.
- 실수체 또는 복소수체이거나, 아니면 어떤 이산 값매김(discrete valuation)에 대하여 완비 거리 공간을 이루고, 또한 그 이산 값매김환의 잉여류체가 유한체이다.
- 다음 목록 가운데 하나와 동형이다.
  - (아르키메데스 체) 실수체 {\displaystyle \mathbb {R} } 또는 복소수체 {\displaystyle \mathbb {C} }
  - (체의 표수가 0인 비아르키메데스 체) p진수 {\displaystyle \mathbb {Q} _{p}}의 유한 확대
  - (체의 표수가 양수인 비아르키메데스 체) 유한체 계수의 형식적 로랑 급수체 {\displaystyle \mathbb {F} _{p^{n}}((x))}

### 비아르키메데스 국소체
비아르키메데스 국소체 {\displaystyle K}의 이산 값매김 {\displaystyle |\cdot |}에 대하여,
{\displaystyle {\mathcal {O}}_{K}=\{a\in K\colon |a|\leq 1\}}
은 이산 값매김환을 이루며, 이를 {\displaystyle K}의 대수적 정수환이라고 한다. {\displaystyle {\mathcal {O}}_{K}}의 가역원군은
{\displaystyle {\mathcal {O}}_{K}^{\times }=\{a\in K\colon |a|=1\}}
이며, {\displaystyle {\mathcal {O}}_{K}}의 유일한 0이 아닌 소 아이디얼은
{\displaystyle {\mathfrak {m}}=\{a\in K\colon |a|<1\}}
이다. {\displaystyle {\mathcal {O}}_{K}}는 주 아이디얼 정역이므로 {\displaystyle {\mathfrak {m}}}은 주 아이디얼인데, {\displaystyle {\mathfrak {m}}}의 생성원을 균일화자(영어: uniformizer) {\displaystyle \varpi \in {\mathcal {O}}_{K}}라고 한다. {\displaystyle {\mathcal {O}}_{K}}의 잉여류체 {\displaystyle {\mathcal {O}}_{K}/{\mathfrak {m}}}는 유한체이다.
비아르키메데스 국소체 {\displaystyle K}의 {\displaystyle n}차 가역원군(영어: {\displaystyle n}th unit group)은 다음과 같다.
{\displaystyle U_{K}^{(n)}=1+{\mathfrak {m}}^{n}=\left\{u\in {\mathcal {O}}_{K}^{\times }:u\equiv 1{\pmod {{\mathfrak {m}}^{n}}}\right\}}
0차 가역원군은 (통상적) 가역원군 {\displaystyle {\mathcal {O}}_{K}^{\times }}이다. 이에 대하여
{\displaystyle {\mathcal {O}}_{K}^{\times }=U_{K}^{(0)}\supseteq U_{K}^{(1)}\supseteq \cdots }
이며,
{\displaystyle {\mathcal {O}}_{K}^{\times }/U_{K}^{(n)}\cong ({\mathcal {O}}/{\mathfrak {m}}^{n})^{\times }}
이다.

### 가역원군의 구조
국소체 {\displaystyle K}의 가역원군의 구조는 다음과 같다. 만약 {\displaystyle K}가 아르키메데스 체일 경우,
{\displaystyle \mathbb {R} ^{\times }\cong (\mathbb {Z} /(2))\times \mathbb {R} }
{\displaystyle \mathbb {C} ^{\times }\cong (\mathbb {R} /(2\pi ))\times \mathbb {R} }
는 매우 익숙한 아벨 군이다.
만약 {\displaystyle K}가 비아르키메데스 체일 경우,
{\displaystyle K^{\times }\cong (\varpi )\times \mu _{q-1}\times U_{K}^{(1)}}
이다. 여기서 {\displaystyle (\varpi )}는 {\displaystyle K}의 정수환의 유일 극대 아이디얼이며, {\displaystyle \mu _{q-1}}은 {\displaystyle K}의 정수환의 잉여류체 {\displaystyle {\mathcal {O}}_{K}/(\varpi )}의 1의 거듭제곱근들의 군이며, {\displaystyle U_{K}^{(1)}}는 1차 가역원군이다. 구체적으로, 만약 {\displaystyle K}가 {\displaystyle \mathbb {Q} _{p}}의 차수가 {\displaystyle d}인 유한 확대라면
{\displaystyle K^{\times }\cong \mathbb {Z} \oplus \mathbb {Z} /(q-1)\oplus \mathbb {Z} /p^{a}\oplus \mathbb {Z} _{p}^{d}}
이다. 여기서 {\displaystyle q}는 {\displaystyle K}의 정수환의 잉여류체의 크기다. 만약 {\displaystyle K=\mathbb {F} _{p^{n}}((x))}이라면
{\displaystyle \left(\mathbb {F} _{p^{n}}((x))\right)^{\times }\cong \mathbb {Z} \oplus \mathbb {Z} /(p^{n}-1)\oplus \mathbb {Z} _{p}^{\mathbb {N} }}
이다.

## 참고 문헌
- Serre, Jean-Pierre (1995). 《Local fields》. Graduate Texts in Mathematics (영어) 67. Springer. ISBN 0-387-90424-7.
- Fesenko, Ivan B.; Sergei V. Vostokov (2002). 《Local fields and their extensions》. Translations of Mathematical Monographs (영어) 121 2판. Providence, RI: American Mathematical Society. ISBN 978-0-8218-3259-2. MR 1915966.

## 같이 보기
- 대역체
- 유체론